# Republik (Armenien)
Republik (armenisch Հանրապետություն Hanrapetutjun) ist eine politische Partei in Armenien, gegründet im April 2001 von ehemaligen Mitgliedern der Republikanischen Partei Armeniens, darunter der ehemalige Premierminister Aram Sarkissjan.

## Geschichte
Zur Parlamentswahl in Armenien 2017 war die Partei Teil des Wahlbündnisses Jelk (bzw. Ausweg-Allianz), zusammen mit Nikol Paschinjans Partei Zivilvertrag und Edmon Marukjans Leuchtendes Armenien. Die Allianz erreichte 7,78 % der Stimmen und bildete daraufhin die drittgrößte Fraktion in der Nationalversammlung. Unter den neun Abgeordneten der Fraktion befand sich nur der Parteivorsitzende Aram Sarkissjan als Vertreter der Partei Republik.
Die Partei kündigte ursprünglich an, ohne Bündnis zu den vorgezogenen Parlamentswahlen 2018 antreten zu wollen. Schließlich trat sie zusammen mit den Freien Demokraten im Bündnis der Wir-Allianz an, konnte jedoch durch das Erreichen von nur 2 % für die Allianz kein Mandat mehr erringen.
Auch bei der vorgezogenen Parlamentswahl 2021 verpasste die Partei den Einzug in die Nationalversammlung, indem sie 3,04 % der Stimmen erhielt. Die meisten Stimmen erhielt die Partei in den Regionen Ararat (4,64 %), Jerewan (3,95 %) und Kotajk (3,28 %). Den geringsten Erfolg hatte sie mit 1,35 % in der Provinz Tawusch.
| Wahl | Stimmen | %     | Sitze        | Rang | Position nach d. Wahlen                                                         | Quelle                                        |
| ---- | ------- | ----- | ------------ | ---- | ------------------------------------------------------------------------------- | --------------------------------------------- |
| 2003 | 161.533 | 13,71 | 3/131 14/131 | 2.   | Opposition (im Parteienblock Gerechtigkeit)                                     | Zentrale Wahlkommission der Republik Armenien |
| 2007 | 22.288  | 1,67  | 0/131        | 12.  | außerparlamentarische Opposition                                                | Zentrale Wahlkommission der Republik Armenien |
| 2012 | -       | -     | 0/131        | -    | keine Teilnahme, außerparlamentarische Opposition                               | Zentrale Wahlkommission der Republik Armenien |
| 2017 | 122.049 | 7,78  | 1/105 9/105  | 3.   | Opposition (im Wahlbündnis Jelk)                                                | Zentrale Wahlkommission der Republik Armenien |
| 2018 | 25.176  | 2,0   | 0/132        | 6.   | außerparlamentarische Opposition (Bündnis der Wir-Allianz mit Freie Demokraten) | Zentrale Wahlkommission der Republik Armenien |
| 2021 | 38.730  | 3,04  | 0/107        | 5.   | außerparlamentarische Opposition                                                | Zentrale Wahlkommission der Republik Armenien |

## Abgeordnete in der Nationalversammlung
- Smbat Ajwasjan (2003–2007, fraktionsloses Parteimitglied)
- Albert Basejan (2003–2007)
- Aram Sarkissjan (2003–2007, 2017–2018)

Quelle: Webseite der Nationalversammlung